# Armeria scabra
Armeria scabra — вид трав'янистих рослин родини кермекові (Plumbaginaceae).

## Опис
Багаторічна трава висотою 5–20(30) см. Є стрижневий корінь. Є каудекс. Підземні або рівня землі стебла відсутні. Надземні стебла підняті. Листки в основному базальні, чергові, безчерешкові. Листові пластини прості, трав'яні, довжиною 50–100 мм, шириною 1–1.5(2.5) мм, лінійні, плоскі або скручені (злегка), з непримітними жилами. Верхня й нижня поверхні листа гладкі, поля гладкі або з не залізистими волосками.
Квіткових стебел два або більше на рослину; помітно вищі, ніж листя; безлисті. Суцвіття щільні кулясті або субкулясті, 1–2 см завдовжки, 1.5–2.5 мм ушир. Квітоніжка відсутня. Квітів на суцвіття 30–50. Чашолистки звичайні, 5, 3–4 мм завширшки, зелені або білі або пурпурово-червоні (з віком), трав'янисті (у квітці) або тонкоперетинчасті (у плодах). Пелюстки звичайні, вільні, довші ніж чашечка, 5, червоні (в бутоні), або рожеві (у квітці), 7–9 мм у довжину, 3–3.5 мм завширшки. Тичинки 5. Пиляки еліпсоїдні, довжиною 1–1.5 мм. Плід безчерешковий, сухий, горіх, яйцеподібний, коричневий, 1–1.2 мм довжиною, 0.4–0.6 мм завширшки, не виразно сплюснений (рідкісний у зразках Арктики). 2n= 18 (2x).

## Поширення
Європа: Норвегія, Росія; Північна Америка: Ґренландія, Канада, Аляска — США; Азія: Сибір, Далекий Схід.
Населяє річкові тераси, озера (на піщаних пляжах, дюнах), схили, морські узбережжя, сухі від середньо до добре дренованих райони, гравійні, піщані, мулисті, глинисті субстрати з низьким органічним вмістом; вапняки.